# Live aus Berlin
Live aus Berlin är ett livealbum av det tyska Neue Deutsche Härte-bandet Rammstein, släppt i augusti 1999. Det är en inspelning av en konsert från arenan Parkbühne Wuhlheide i Berlin i augusti 1998. Albumet släpptes som CD i två versioner; en standardutgåva och en specialutgåva med två skivor, samt som VHS i två versioner; en censurerad och en ocensurerad. Den censurerade versionen har också släppts på DVD.
Videoframträdandet av låten "Bück dich" censurerades i några utgåvor, då den visar simulerat sex mellan Till Lindemann och Flake. Detta ledde till att de båda greps och sattes i polisarrest efter sitt uppträdande på Family Values Tour i USA 1998. De släpptes dagen efter mot en borgen på 25 dollar. Albumet har nått guldcertifiering i USA enligt RIAA.

## Innehåll
Alla låtar är skrivna av Rammstein, förutom "Was hast du mit meinem Herz getan?" som är skriven av Nicholas Lens.

### Standardutgåvan på CD
1. "Spiel mit mir" – 5:22
2. "Bestrafe mich" – 3:49
3. "Weisses Fleisch" – 4:35
4. "Sehnsucht" – 4:25
5. "Asche zu Asche" – 3:24
6. "Wilder Wein" – 5:17
7. "Heirate mich" – 6:16
8. "Du riechst so gut" – 5:24
9. "Du hast" – 4:27
10. "Bück dich" – 5:57
11. "Engel"(med Bobo) – 5:57
12. "Rammstein" – 5:29
13. "Laichzeit" – 5:14
14. "Wollt ihr das Bett in Flammen sehen" – 5:52
15. "Seemann" - 6:54

### Specialutgåvan på CD
- CD 1

1. "Spiel mit mir" – 6:09
2. "Herzeleid" – 3:57
3. "Bestrafe mich" – 3:48
4. "Weisses Fleisch" – 4:36
5. "Sehnsucht" – 4:25
6. "Asche zu Asche" – 3:24
7. "Wilder Wein" – 5:57
8. "Klavier" – 4:50
9. "Heirate mich" – 7:47
10. "Du riechst so gut" – 5:25
11. "Du hast" – 4:36
12. "Bück dich" – 6:03

- CD 2

1. "Engel" – 6:31
2. "Rammstein" – 5:42
3. "Tier" – 3:42
4. "Laichzeit" – 5:13
5. "Wollt ihr das Bett in Flammen sehen" – 6:15
6. "Seemann" – 9:56 (inkluderar "Was hast du mit meinem Herz getan?" av Nicholas Lens)
7. CD-ROM-låtar: 
  1. "Tier"
  2. "Asche zu Asche"
  3. "Wilder Wein".

### Videor
1. "Spiel mit mir" – 6:20
2. "Herzeleid" – 3:58
3. "Bestrafe mich" – 3:51
4. "Weisses Fleisch" – 4:34
5. "Sehnsucht" – 4:25
6. "Asche zu Asche" – 3:26
7. "Wilder Wein" – 5:38
8. "Klavier" – 4:49
9. "Heirate mich" – 7:48
10. "Du riechst so gut" – 5:24
11. "Du hast" – 4:34
12. "Bück dich" – 5:48 (ej i den censurerade utgåvan)
13. "Engel" – 6:33
14. "Rammstein" – 5:43
15. "Tier" – 3:42
16. "Laichzeit" – 5:15
17. "Wollt ihr das Bett in Flammen sehen" – 6:23
18. "Seemann" – 8:26